# Maria Zambaco
Maria Zambaco (29 de abril de 1843, Londres – 14 de julio de 1914, París), nacida Marie Terpsithea Cassavetti (en griego: Μαρία Τερψιθέα Κασσαβέτη, deletreado a veces Maria Tepsithia Kassavetti o referida como Mary), fue una artista británica de origen griego y una modelo favorita de los prerrafaelitas.

## Primeros años
Maria era hija del rico comerciante griego Demetrios Cassavetti (fallecido en 1858) y su mujer Euphrosyne (1822–1896) y sobrina del cónsul griego y notable mecenas Alexander Constantine Ionides. Maria y sus primas Marie Spartali Stillman y Aglaia Coronio eran conocidas entre parientes y amigos como "las Tres Gracias", en referencia a las Cárites de la mitología griega. Después de heredar la fortuna de su padre en 1858, fue capaz de dirigir una vida más independiente y era conocida por ir sin acompañante mientras todavía no estaba casada.

## Vida artística

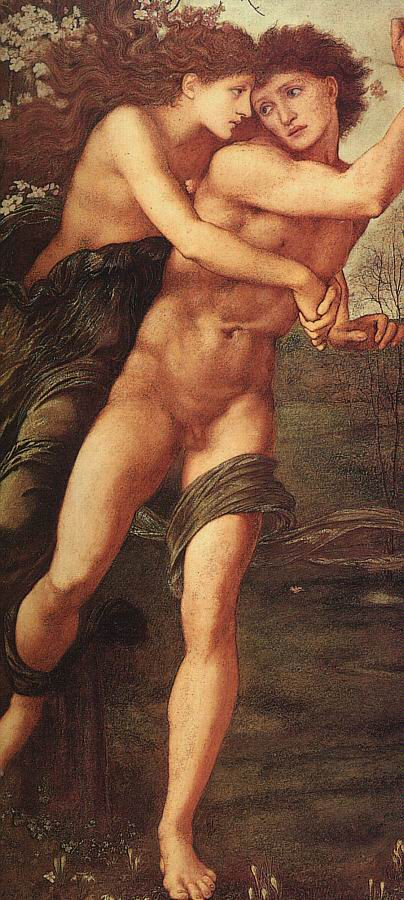
Phyllis y Demophoön, pintura de Edward Burne-Jones.

Maria se dedicó al arte, y estudió en la Slade School con Alphonse Legros y con Auguste Rodin en París. Trabajó como escultora en la década de 1880 y el Museo Británico guarda cuatro de sus medallas con cabezas de chicas jóvenes grabadas al estilo renacentista. Donadas por ella misma al Museo británico, en el catálogo constan como: Medalla 1 1887,1207.1; Medalla 2 1887,0209.1 y Medallas 3 y 4 1887,0209.2.
Exhibió su obra en la Real Academia en 1887 y en la Sociedad de Artes y Oficios de Londres en 1889. También la mostró en el Salón de París.
Familiar dentro de los círculos prerrafaelitas por su cabello rojo oscuro y piel pálida, fue la principal modelo para el artista Edward Burne-Jones. También se sentó como modelo para James McNeill Whistler y Dante Gabriel Rossetti.

## Vida personal
En 1860, ahuyentó a su primer admirador, George du Maurier, que la calificó de "grosera e inabordable pero de gran talento y una belleza realmente maravillosa". En cambio se casó en 1861 con el Dr. Zambaco, inicialmente viviendo con él en Francia. Tuvieron un hijo y una hija, pero el matrimonio no fue exitoso y ella regresó a Londres a vivir con su madre en 1866.
Burne-Jones la conoció en 1866, cuando su madre le encargó que la pintara como Cupido y Psique, e iniciaron un romance que duró hasta enero de 1869 cuando la mujer del artista encontró una carta aunque quedaron en contacto. En la obra biográfica de Georgiana Burne-Jones, Las Memorias de Edward Burne-Jones, la aventura no es mencionada pero los años 1868-71 son descritos "Corazón, tú y yo aquí, solo y triste". En 1869, Edward Burne-Jones intentó dejar a su esposa por ella, lo cual causó un gran escándalo. Maria intentó suicidarse con una sobredosis de láudano en un canal de la Pequeña Venecia y hubo que llamar a la policía. 
Después de su ruptura, la figura de Maria continuó apareciendo en pinturas de Burne-Jones como una bruja o una tentadora, como en su último trabajo importante, La seducción de Merlin, y la polémica Phyllis y Demophoön, la cual fue retirada de la exhibición en la Royal Watercolour Society. Los amigos de la familia Burne-Jones, como Rosalind Howard, cortaron toda relación social con Maria.

## Últimos años y muerte

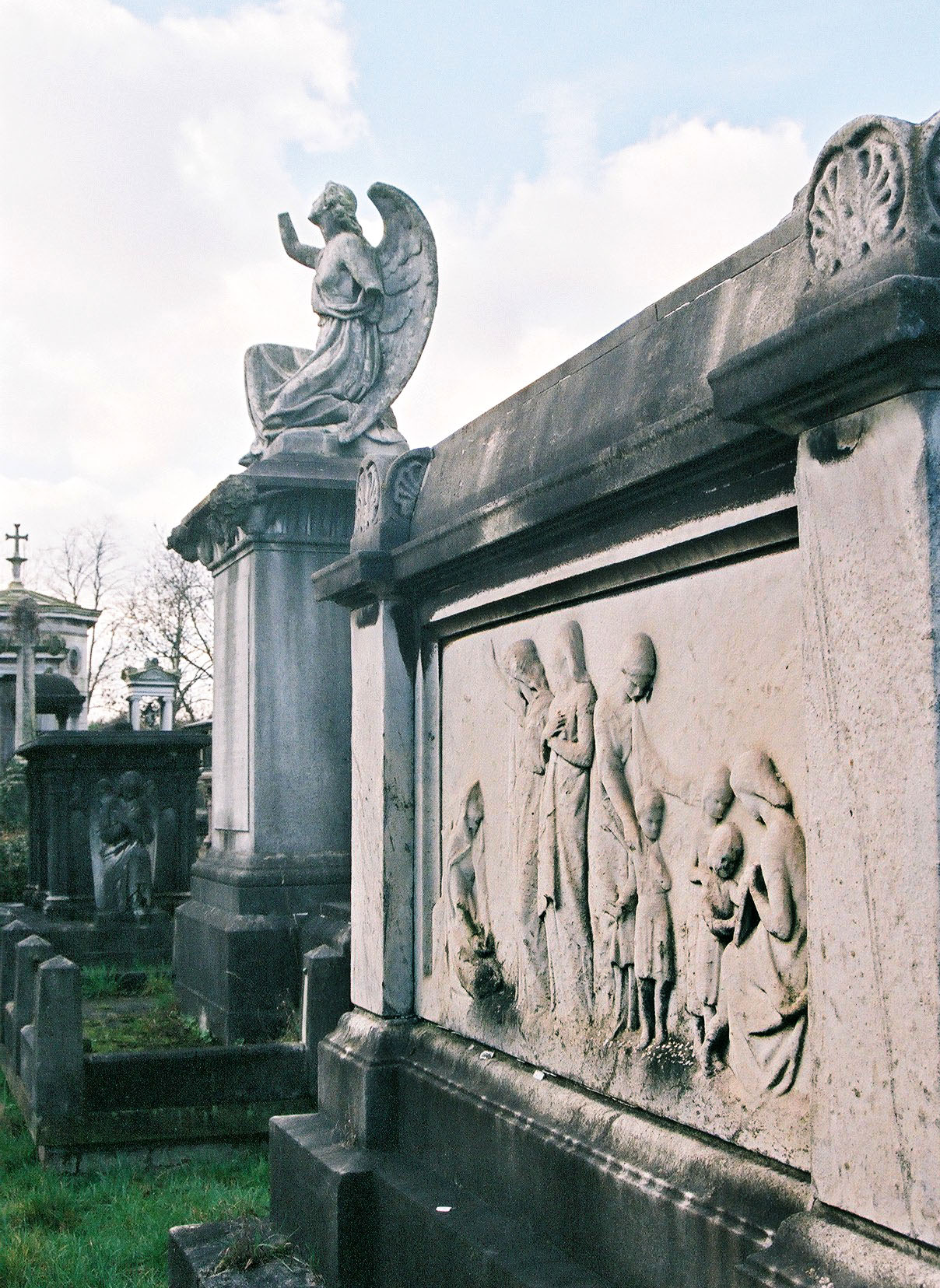
El sarcófago de la familia Cassavetti en el West Norwood Cemetery.

Murió en París en 1914 y su cuerpo fue trasladado para el entierro en el sarcófago familiar en la necrópolis ortodoxa griega del Cementerio Metropolitano del Sur en West Norwood, donde está registrada bajo su nombre de nacimiento.